# Negueira (Asturias)
Negueira es una parroquia española del municipio de Grandas de Salime, en la comunidad autónoma de Asturias.

## Geografía humana

### Organización territorial
La parroquia está conformada por las siguientes entidades de población:
- Airela
- Armilda
- Pelóu
- Viladefondo

### Demografía
En 2023, la entidad colectiva de población tenía empadronados 48 habitantes.